# Czapla (Ukraina)
Czapla (ukr. Чапля) – wieś na Ukrainie, w obwodzie chmielnickim, w rejonie latyczowskim. W 2001 roku liczyła 276 mieszkańców.